# Charles André Comeau
Charles André Comeau (17. září 1979, Montreal, Kanada) je bubeník v punk rockové kapele Simple Plan, kde hraje na bicí a píše texty. Před účastí v kapele pracoval v redakci časopisu.